# Gézaincourt
Gézaincourt és un municipi francès situat al departament del Somme i a la regió dels Alts de França. L'any 2007 tenia 440 habitants.

## Demografia

### Població
El 2007 la població de fet de Gézaincourt era de 440 persones. Hi havia 146 famílies de les quals 40 eren unipersonals (16 homes vivint sols i 24 dones vivint soles), 51 parelles sense fills, 47 parelles amb fills i 8 famílies monoparentals amb fills.
La població ha evolucionat segons el següent gràfic:
Habitants censats

### Habitatges

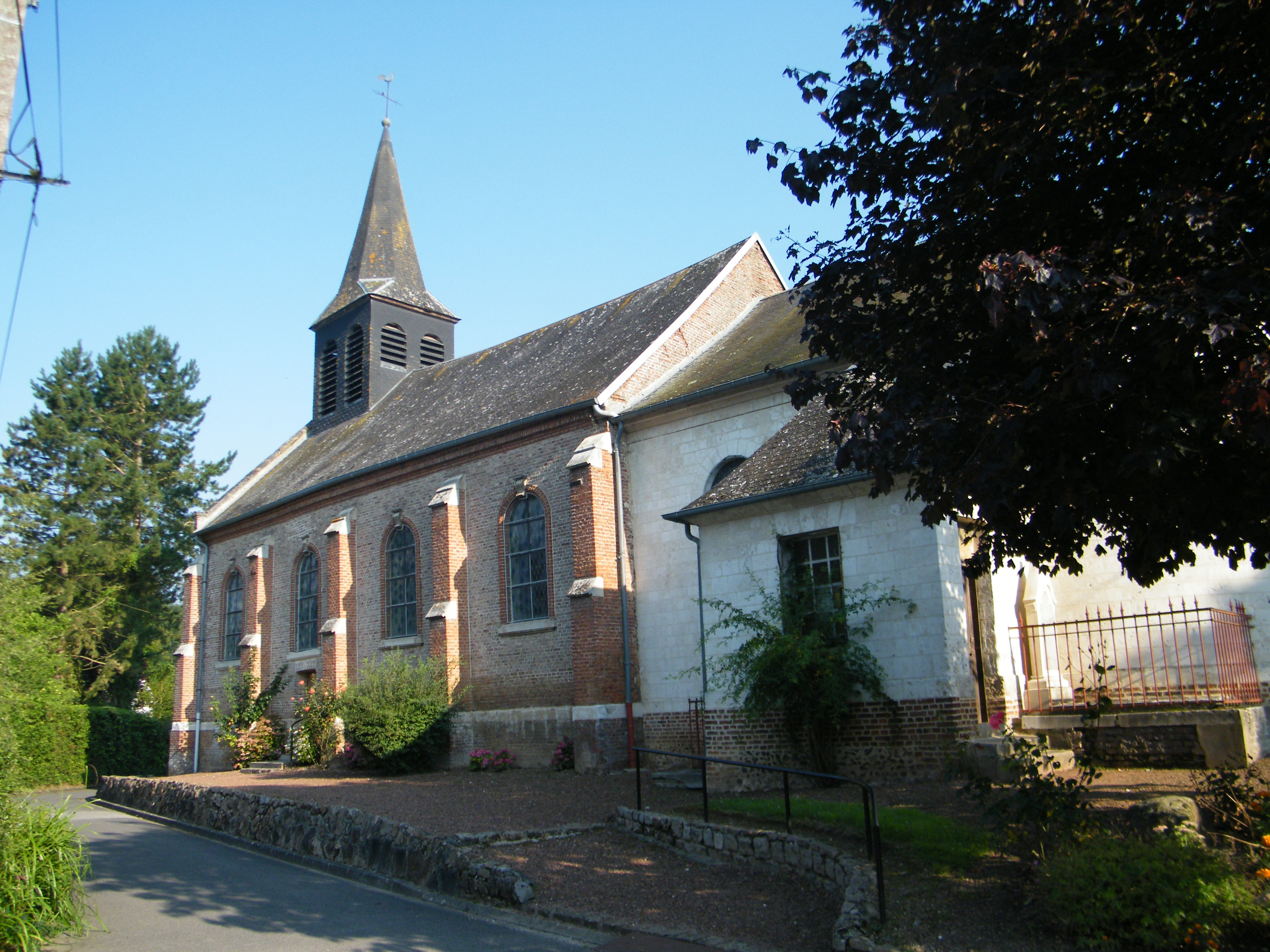
església

El 2007 hi havia 166 habitatges, 154 eren l'habitatge principal de la família, 5 eren segones residències i 7 estaven desocupats. Tots els 164 habitatges eren cases. Dels 154 habitatges principals, 134 estaven ocupats pels seus propietaris, 15 estaven llogats i ocupats pels llogaters i 5 estaven cedits a títol gratuït; 2 tenien una cambra, 10 en tenien dues, 23 en tenien tres, 37 en tenien quatre i 82 en tenien cinc o més. 117 habitatges disposaven pel capbaix d'una plaça de pàrquing. A 49 habitatges hi havia un automòbil i a 82 n'hi havia dos o més.

### Piràmide de població

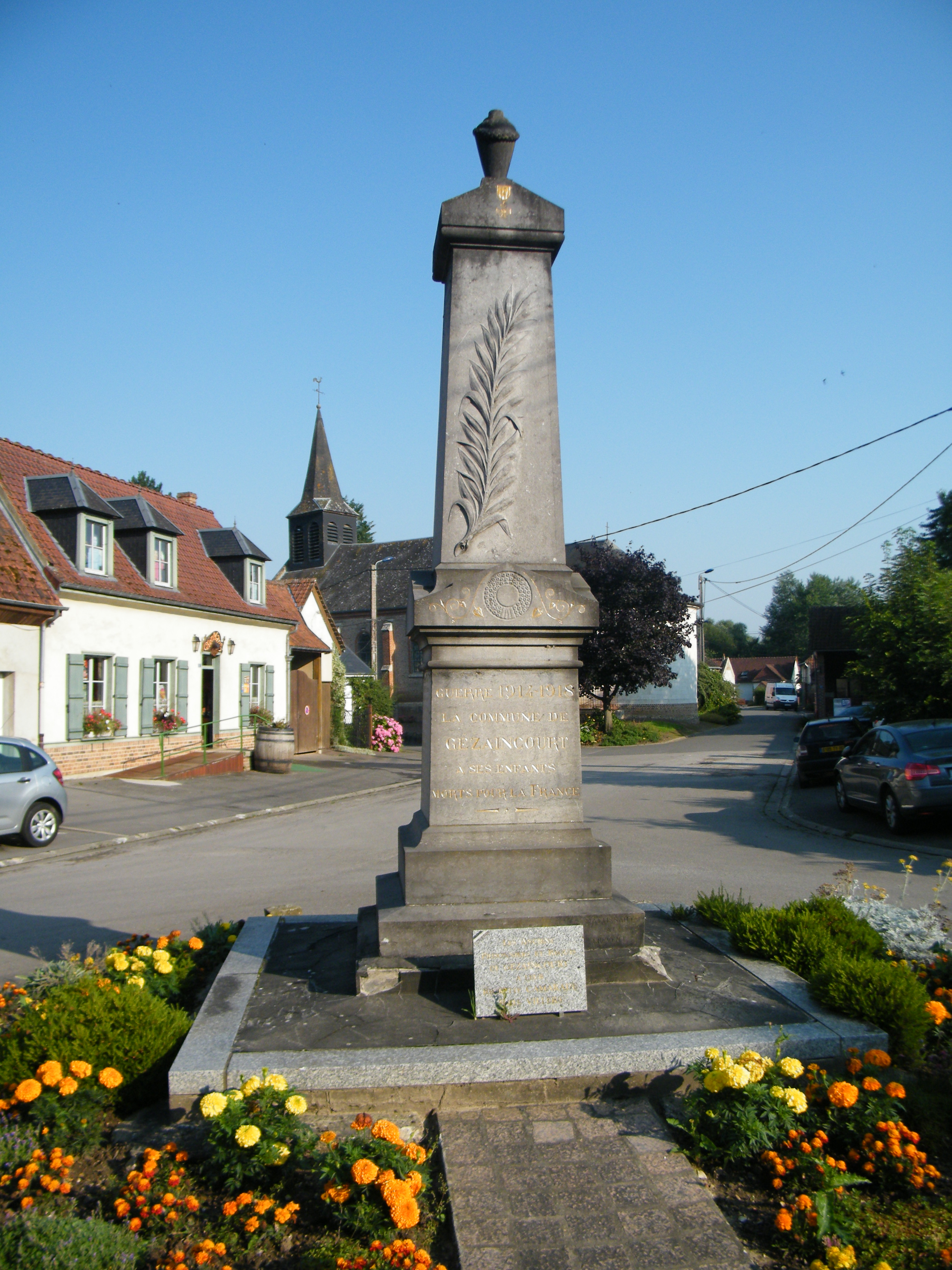

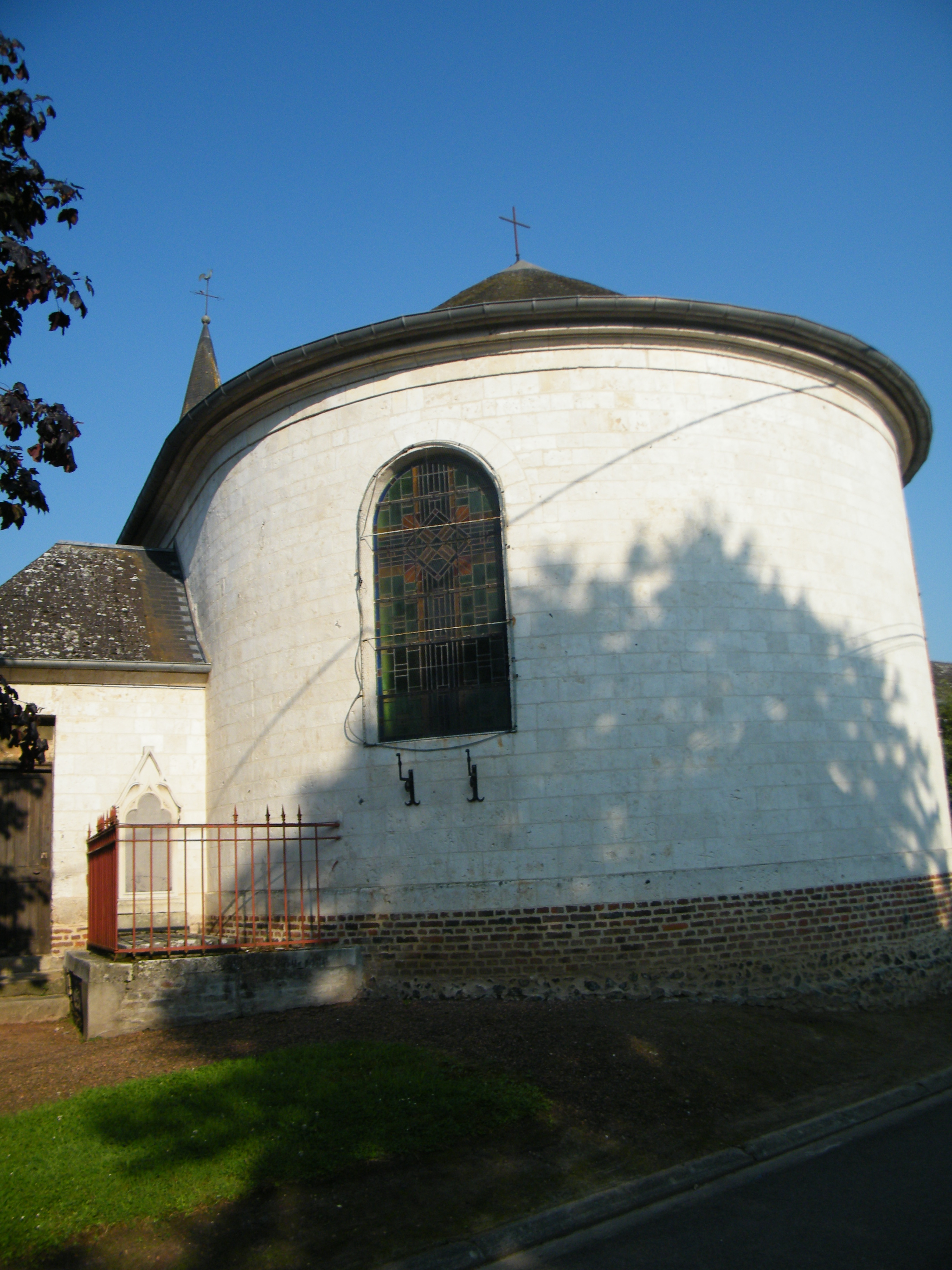

La piràmide de població per edats i sexe el 2009 era:
| Homes | Edats   | Dones |
| ----- | ------- | ----- |
| 0     | 95 o +  | 0     |
| 0     | 90 a 94 | 4     |
| 0     | 85 a 89 | 0     |
| 0     | 80 a 84 | 4     |
| 4     | 75 a 79 | 16    |
| 12    | 70 a 74 | 4     |
| 8     | 65 a 69 | 4     |
| 8     | 60 a 64 | 16    |
| 12    | 55 a 59 | 12    |
| 24    | 50 a 54 | 16    |
| 36    | 45 a 49 | 20    |
| 32    | 40 a 44 | 16    |
| 24    | 35 a 39 | 20    |
| 8     | 30 a 34 | 8     |
| 12    | 25 a 29 | 4     |
| 20    | 20 a 24 | 24    |
| 20    | 15 a 19 | 12    |
| 28    | 10 a 14 | 24    |
| 8     | 5 a 9   | 12    |
| 8     | 0 a 4   | 8     |

## Economia

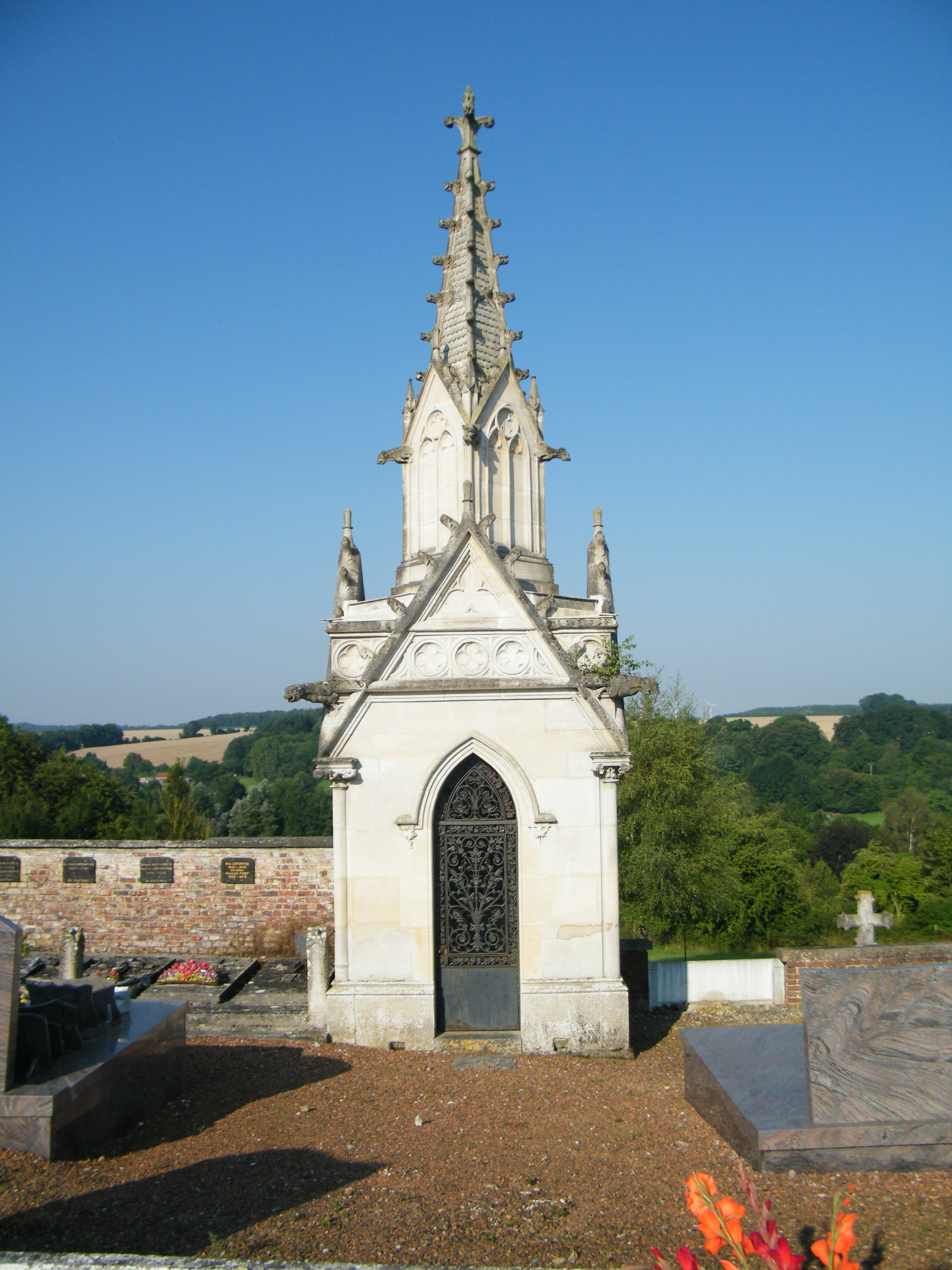

El 2007 la població en edat de treballar era de 313 persones, 250 eren actives i 63 eren inactives. De les 250 persones actives 223 estaven ocupades (150 homes i 73 dones) i 27 estaven aturades (14 homes i 13 dones). De les 63 persones inactives 23 estaven jubilades, 28 estaven estudiant i 12 estaven classificades com a «altres inactius».

### Ingressos
El 2009 a Gézaincourt hi havia 148 unitats fiscals que integraven 379 persones, la mediana anual d'ingressos fiscals per persona era de 17.747 €.

### Activitats econòmiques
Dels 3 establiments que hi havia el 2007, 1 era d'una empresa de transport, 1 d'una empresa d'hostatgeria i restauració i 1 d'una empresa immobiliària.
L'any 2000 a Gézaincourt hi havia 8 explotacions agrícoles que ocupaven un total de 695 hectàrees.

## Equipaments sanitaris i escolars
El 2009 hi havia una escola elemental integrada dins d'un grup escolar amb les comunes properes formant una escola dispersa.

## Poblacions més properes

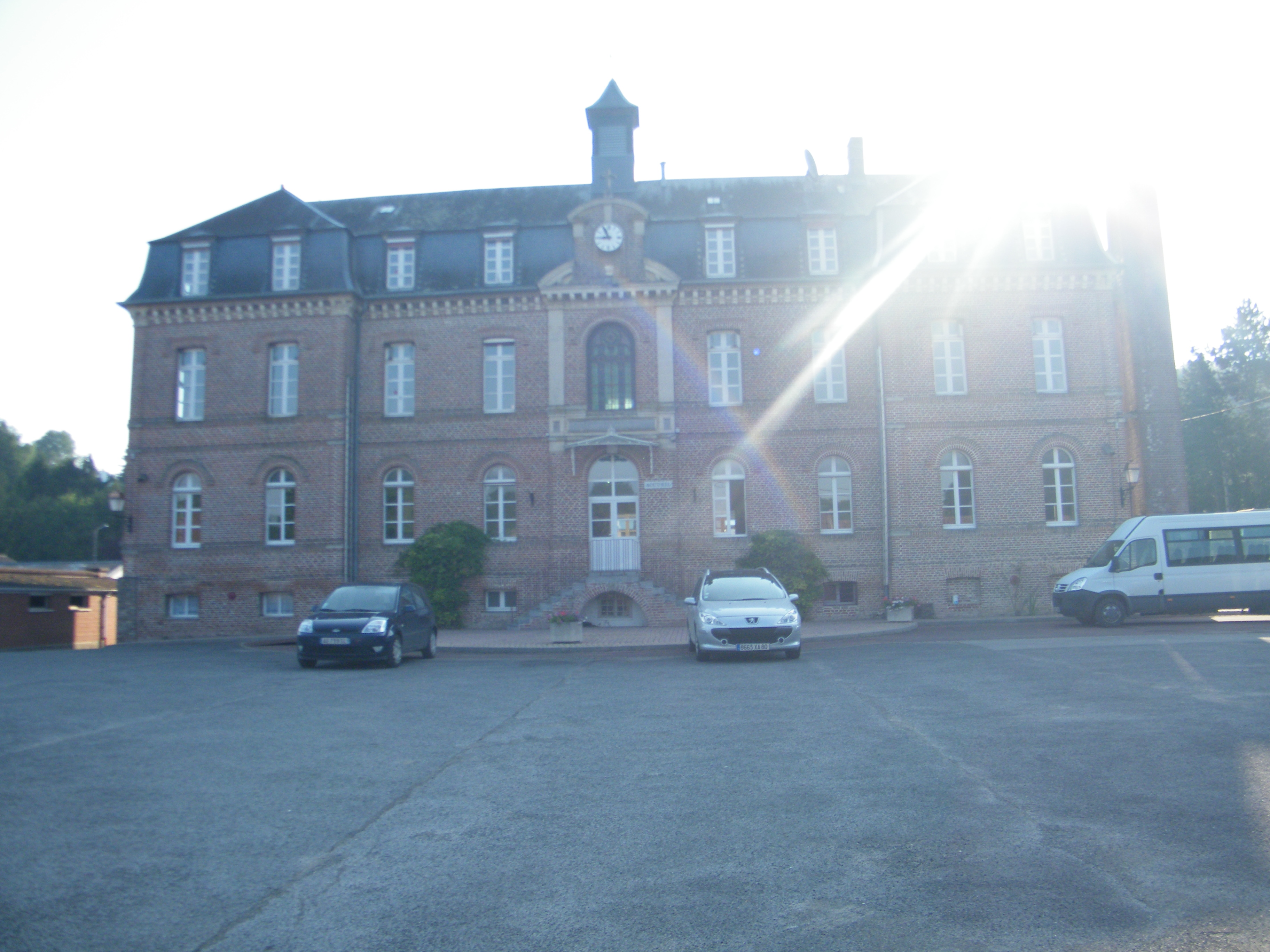

El següent diagrama mostra les poblacions més properes.